# Джексон, Рэй
Рэй Шон Джексон (англ. Ray Shawn Jackson; род. 28 августа 1967, Канзас-Сити, штат Миссури) — американский серийный убийца, совершивший  в период с 16 сентября 1989 года по 5 апреля 1990 года серию из 6 убийств девушек и женщин на территории города Канзас-Сити (штат Миссури). Все жертвы Джексона являлись  проститутками и страдали наркотической зависимостью. В 1991 году Джексон был осужден за совершение 6 убийств, получив в качестве уголовного наказания пожизненное лишение свободы без права на условно-досрочное освобождение. Свою вину он полностью признал. Так как все жертвы были задушены и обнаружены на территории городского парка под названием «Гиллхем-Парк» (англ. «Gillham Park»), СМИ прозвали Рэя Джексона «Душитель из Гиллхем-Парка»  (англ. «The Gillham Park Strangler»).

## Биография
Рэй Джексон родился 28 августа 1967 года в Канзас-Сити. Имел сестру. Оба родителя Джексона  вели законопослушный образ жизни, не имели проблем с законом и вредных привычек, отрицательно влияющих на быт и здоровье детей. Родители Рэя занимались низкоквалифицированным трудом, благодаря чему семья испытывала материальная трудности, но несмотря на это, Джексон вместе с сестрой рос в социально-благополучной обстановке. В школьные годы в силу интровертности Джексон не был популярен в школе и округе и практически не имел друзей. Он не испытывал интереса к учебному процессу, вследствие чего после окончания школы не стал продолжать дальнейшее образование. В период с 1985 года по 1990 год Джексон сменил ряд низкоквалифицированных профессий и несколько мест работ, однако нигде подолгу не задерживался. В конце 1980-х годов он начал вести маргинальный образ жизни. Будучи безработным, он по несколько недель отсутствовал дома, ночевал в приютах для бездомных и предпочитал проводить время в обществе лиц, ведущих маргинальный образ жизни и страдающих наркотической зависимостью. Однако несмотря на это, Джексон не был замечен в ведении криминального образа жизни, никогда не демонстрировал агрессивного поведения по отношению к окружающим и до апреля 1990 года уголовной ответственности никогда не подвергался.

## Серия убийств
Все убийства Рэй Джексон совершил в ночное время суток во время прогулок возле парка Гиллхем-Парк Во время совершения убийств он продемонстрировал выраженный ему образ действия. Он знакомился с темнокожими девушками и женщинами на улицах Канзас-Сити, занимающимися проституцией, после чего завлекал их на территорию парка предложением совместно употребить крэк-кокаин, где подвергал сексуальному насилию и удушению.
Первое убийство Джексон совершил 16 сентября 1989 года. Его жертвой стала 33-летняя Анетт Стюарт.
Второй жертвой серийного убийцы стала 22-летняя Кимберли Крир, которая была задушена 20 сентября 1989 года. 22 октября 1989 года Рэй Джексон задушил 21-летнюю Терезу Уильямс. Через шесть дней, 28 октября 1989 года Рэй Джексон совершил очередное убийство. Его жертвой стала 36-летняя Джанис Берриман. Пятой жертвой Джексона стала 23-летняя Тоня Уорд, которую он задушил 18 января 1990 года. Последней жертвой серийного убийцы стала 22-летняя Мишель Митчелл, убийство которой Рэй Джексон совершил 5 апреля 1990 года.

## Арест
Рано утром 8 апреля 1990 года Джексон познакомился с проституткой 27-летней Ритой Чиддл. Он заманил ее в Гиллхем-парк обещанием угостить наркотическими средствами, после чего совершил на нее нападение, в ходе которого попытался ее задушить. Попытка убийства оказалась безуспешной, так как действия Джексона были замечены свидетелем преступления, который выгуливал на территории парка свою собаку и спугнул убийцу, после чего Джексон сбежал, а свидетель и жертва обратились в полицию. В ходе расследования полиция следуя составленному криминалистами-профилерами психологическому профилю преступника предположила, что он вероятно проживает в непосредственной близости от парка, после чего организовала рейд по квартирам многоквартирных жилых домов, расположенных в непосредственной близости от парка. В ходе рейда, полиция задержала ряд мужчин, которые вследствие своего образа жизни попали под подозрение, в том числе Рэя Джексона. Рита Чиддл и мужчина-свидетель нападения на нее в ходе процедуры визуального опознания идентифицировали Джексона как преступника, после чего 12 апреля того же года он был арестован и подвергнут допросу, в ходе которого он признал свою вину в совершении 6 убийств. Ему было предъявлено обвинение в совершении 6 убийств и в 1 нападении, после чего в качестве меры пресечения установлен залог в размере 7 000 000 долларов.

## Суд
После ареста у Рея Джексона был взят образец крови и прокуратура округа Джексон направила ходатайство о проведении ДНК-экспертизы следов биологических жидкостей, обнаруженных на телах задушенных женщин, которые по мнению следствия оставил на телах жертв Рэй Джексон. В июне 1991 года результаты тестирования подтвердили причастность Джексона к убийствам, так как генотипический профиль его ДНК совпал с генотипическим профилем ДНК преступника как минимум в 2 убийствах. 
Судебный процесс начался в конце 1991 года. Адвокаты Джексона настаивали на его невиновности, утверждая что в случае его опознания Ритой Чиддл и свидетелем преступления произошла ошибка. Адвокаты утверждали, что Джексон обладал высокой степенью внушаемости и дал признательные показания в совершении убийств, находясь под давлением следствия. По версии адвокатов, у прокуратуры отсутствовали очевидные доказательства его вины в совершении убийств, включая отпечатки его пальцев, а результаты ДНК-тестирования доказывали лишь факт того, что у Джексона был половой акт с 2 убитыми женщинами, но не доказывали тот факт, что убийцей был он. Прокуратура в свою очередь заявила, что убийства в Гиллхем-Парке после ареста Джексона прекратились, а все признательные показания Джексона были записаны на аудиоплёнку, во время прослушивания которой никаких признаков морального давления на Джексона обнаружено не будет.
Во время судебного процесса адвокаты Джексона предложили прокуратуре округа Джексон соглашение о признании вины, которое было достигнуто. В обмен на невынесение смертного приговора, Джексон согласился признать себя виновным по всем пунктам обвинения, на основании чего 7 декабря 1991 года суд приговорил его к 6 последовательным уголовным наказаниям в виде пожизненного лишения свободы без права на условно-досрочное освобождение. Во время судебного процесса Джексон заявил, что с 2 из 6 своих жертв он состоял в знакомстве до совершения убийства и все убийства совершил во время  ночных прогулок по городу. Рэй Джексон утверждал, что существовала взаимосвязь между погодными условиями и своим влечением к убийствам, так как все убийства были совершены в то время, когда в Канзас-Сити шел дождь и он испытывал проблемы со сном. Джексон поведал, что все женщины добровольно согласились отправиться с ним в парк с целью употребить наркотик, где он нападал на них сзади и душил до потери сознания. Он утверждал, что в то время когда жертвы находились в бессознательном состоянии, он раздевал их, подвергал сексуальному насилию, после чего убивал путем удушения. После совершения убийств, в каждом случае он придавал убитым унизительные позы и разбрасывал их одежду рядом с телами. Джексон не смог объяснить мотивацию своих поступков, назвав убийства «глупым поступком» и заявив что получил хорошее воспитание от своих родителей, которые прививали ему высокие морально-нравственные ценности. Прокуратура вынужденно признала этот факт, подтвердив что до совершения убийств Рэй Джексон держался вдали от криминального образа жизни и до совершения убийств не попадал в поле зрения правоохранительных органов.

## В заключении
После осуждения Рэй Шон Джексон провел все последующие годы жизни в разных пенитенциарных учреждениях на территории штата Миссурри. По состоянию на февраль 2024 года, 56-летний Рэй Джексон был жив и отбывал свое уголовное наказание в тюрьме «South Central Correctional Center».